# بتی بوسی
بتی بوسی (انگلیسی: Betty Bossi) شرکت انتشارات سوئیسی است، که در سال ۱۹۵۰ تأسیس شد.